# Trochosa kaieteurensis
Trochosa kaieteurensis là một loài nhện trong họ Lycosidae.
Loài này thuộc chi Trochosa. Trochosa kaieteurensis được Willis J. Gertsch & Alfred Russel Wallace miêu tả năm 1937.